# The Best Band You Never Heard in Your Life
Albums de Frank Zappa
You Can't Do That on Stage Anymore, Vol. 3
(1989) You Can't Do That on Stage Anymore, Vol. 4
(1991)
The Best Band You Never Heard in Your Life est un enregistrement public en 1988 de Frank Zappa, sorti en 1991.
Produit par Frank Zappa, en collaboration avec l'ingénieur Bob Stone.

## Titres
Tous les titres sont de Frank Zappa, sauf mention contraire.

### Premier disque
1. Heavy Duty Judy – 6 min 04 s
2. Ring of Fire (Merle Kilgore, June Carter) – 2 min 00 s
3. Cosmik Debris – 4 min 32 s
4. Find Her Finer – 2 min 42 s
5. Who Needs the Peace Corps? – 2 min 40 s
6. I Left My Heart in San Francisco (George C. Cory, Jr., Douglas Cross) – :36
7. Zomby Woof – 5 min 41 s
8. Boléro (Maurice Ravel) – 5 min 19 s
9. Zoot Allures – 7 min 07 s
10. Mr. Green Genes – 3 min 40 s
11. Florentine Pogen – 7 min 11 s
12. Andy – 5 min 51 s
13. Inca Roads – 8 min 19 s
14. Sofa No. 1 – 2 min 49 s

### Second disque
1. Purple Haze (Jimi Hendrix) – 2 min 27 s
2. Sunshine of Your Love (Peter Brown, Jack Bruce, Eric Clapton) – 2 min 30 s
3. Let's Move to Cleveland – 5 min 51 s
4. When Irish Eyes Are Smiling (Ernest Ball, George Graff, Chancellor Olcott) – :46
5. "Godfather Part II" Theme (Nino Rota) – 30 s
6. A Few Moments with Brother A. West (Brother A. West, Zappa) – 4 min 00 s
7. The Torture Never Stops, Pt. 1 – 5 min 19 s
8. Theme from "Bonanza" (Ray Evans, Jay Livingston) – 28 s
9. Lonesome Cowboy Burt (Swaggart Version) – 4 min 54 s
10. The Torture Never Stops, Pt. 2 – 10 min 47 s
11. More Trouble Every Day (Swaggart Version) – 5 min 05 s
12. Penguin in Bondage (Swaggart Version) – 5 min 28 s
13. The Eric Dolphy Memorial Barbecue – 9 min 18 s
14. Stairway to Heaven (Jimmy Page, Robert Plant) – 9 min 19 s

### Musiciens
- Frank Zappa – synthétiseur, guitare, claviers, chant
- Paul Carman – saxophones baryton, alto et soprano
- Bruce Fowler – trombone
- Walt Fowler – synthétiseur, trompette, cor
- Mike Keneally – synthétiseur, guitares, chant
- Ed Mann – percussions, marimba, vibraphone, percussions électroniques
- Bobby Martin – claviers, saxophone, chant
- Kurt McGettrick – saxophone, clarinette
- Scott Thunes – synthétiseur, basse, chant, Minimoog
- Chad Wackerman – batterie, chant, percussions électroniques
- Ray White – guitare
- Ike Willis – synthétiseur, guitares, chant
- Albert Wing – saxophone ténor

## Production
- Production : Frank Zappa
- Ingénierie : Bob Stone
- Direction musicale : Frank Zappa
- Photo couverture : Bruce Malone
- Conception pochette : Tracy Veal
- Dessins nouvelle pochette : Cal Schenkel